# Скарб (мультфільм)
«Скарб» — радянський мультиплікаційний фільм за казками Олександра Костинського. Тигреня та його друзі — Мавпочка і Крот — у пошуках скарбу виявили головне багатство пустелі — воду.

## Сюжет
На острові спека та посуха. До змученого спекою Тигреня вдається Мавпа, показує йому карту, знайдену в журналі «Веселі картинки», і вмовляє вирушити на пошуки скарбу. Їх підслуховує Дюдюка Барбідокська - зла чарівниця, знайома глядачеві за попереднім мультфільмом - і вирішує простежити за ними.
На шляху шукачів скарбів зустрічається Крот, який копає ґрунт у пошуках води. Надихнувшись його мистецтвом земляних робіт, Мавп умовляє і його йти з ними. Дюдюка, якій дуже цікаво, куди йде трійця, що вони шукають і що за план у них в руках, влаштовує у пустелі міраж у вигляді оази на острові, такі як; пальми, квіти і навіть води. Мандрівники, зрадівши примарній воді, кидають усе, і Дюдюка викрадає карту. За нею починається гонитва. Схопити чарівницю так і не вдається, зате друзі випадково вдаються саме до того місця, що позначено на карті.
Кріт починає копати і натикається на підземне джерело, яке поливає водою все навколо, повертаючи до життя флору та фауну; і жодна Дюдюка не може цей фонтан ні заткнути, ні закопати. Дюдюка ховається під парасолькою, але це її не рятує: завдяки воді зла Дюдюка перетворюється на грон поганок.

## Творці
- Автор сценарію Олександр Костинський
- Режисер Юрій Бутирін
- Художник-постановник Олександр Єлізаров
- Композитор Ігор Єгіков
- Оператор Ернст Гаман
- Звукооператор Неллі Кудріна
- Текст пісні Юрія Кушака
- Ролі озвучували: Зінаїда Наришкіна - Мавпянка / Дюдюка Барбідокська,

Зоя Пильнова - Тигреня,
Ірина Воронцова - вокал,
Юрій Медведєв - Крот,
- Художники-мультиплікатори: Іван Самохін, Світлана Січкар, Вадим Меджибовський, Андрій Колков
- Художники: Галина Чернікова, Ігор Медник, Лідія Денісова, Жанна Корякіна, Валентин Самотєйкін
- Монтажник Галина Дробініна
- Редактор Тетяна Бородіна
- Директор Лідія Варенцова